# Spyridon Marinatos
Spyridon Nikolaou Marinatos (grekiska Σπυρίδων Νικολάου Μαρινάτος), född 4 november 1901 i Lixoúri på Kefalonia, död 1 oktober 1974 på Santorini, var en grekisk arkeolog som är mest känd för att 1967 ha funnit den minoiska staden Akrotiri på Santorini. Staden begravdes under vulkanaska någon gång under 1650-1500-talet f.Kr.
Han var far till arkeologen Nanno Marinatos.